# Ранвье, Луи Антуан
Луи́ Антуа́н Ранвье́ (фр. Louis-Antoine Ranvier; 2 октября 1835 года, Лион — 22 марта 1922 года, Вандранж) — французский врач-анатом и гистолог, открывший у позвоночных узлы или перехваты Ранвье в периферической и центральной нервной системе — участки аксона, не покрытые миелиновой оболочкой; промежутки между двумя смежными шванновскими клетками, образующими миелиновую оболочку нервного волокна.

## Биография
Профессор общей анатомии в Коллеж де Франс, член Французской академии наук и член-корреспондент Петербургской академии наук. Будучи учеником знаменитого физиолога Клода Бернара и его ассистентом, основательно изучил экспериментальную физиологию и внёс впоследствии физиологическое направление в свои гистологические исследования. Почти все его главные учёные работы имеют анатомо-физиологический характер; выдаются труды его по микроскопической анатомии мозга, нервов, соединительной ткани, мышц и т. д.
Образовал школу учеников всевозможных национальностей, в особенности русских, и к нему стекались молодые силы со всего света для усовершенствования в гистологической технике и микроскопии вообще.

## Творчество
- «Considerations sur le développement du tissu osseux et sur les lésions des cartilages et des os» (1865);
- «Observations pour servir à l’histoire de l’adénie» (1868);
- «Manuel d’histologie pathologique» (1880);
- «École pratique des hautes études. Laboratoire d’histologie» (1875 и сл.).
- Технический учебник гистологии «Traité technique d’histologie» (2 изд. 1882).
- Изданы курсы анатомии, читавшиеся Ранвье в Коллеж де Франс (1880 и сл.).